# Melay (Maine-et-Loire)
Melay is een plaats en voormalige gemeente in het Franse departement Maine-et-Loire in de regio Pays de la Loire en telt 1420 inwoners (1999). De plaats maakt deel uit van het arrondissement Cholet.

## Geschiedenis
Tot 1 januari 2013 was Melay een zelfstandige gemeente. Op die datum werd het met Chemillé samengevoegd tot de nieuwe fusiegemeente Chemillé-Melay. Op 22 maart 2015 werd het kanton kanton Chemillé opgeheven en werden de gemeenten opgenomen in het nieuwe kanton Chemillé-Melay. Op 15 december 2015 fuseerden de gemeenten de in het samenwerkingsverband Communauté de communes de la région de Chemillé, waaronder Chemillé-Melay, tot de huidige gemeente Chemillé-en-Anjou.

## Geografie
De oppervlakte van Melay bedraagt 22,6 km², de bevolkingsdichtheid is 62,8 inwoners per km².
De onderstaande kaart toont de ligging van Melay (Maine-et-Loire) met de belangrijkste infrastructuur en aangrenzende gemeenten.

## Demografie
Onderstaande figuur toont het verloop van het inwonertal.